# Finchley Road (metrostation)
Finchley Road is een station van de metro van Londen aan de Jubilee Line en Metropolitan Line dat werd geopend op 30 juni 1879.

## Geschiedenis
De Metropolitan & St John's Wood Railway (M&SJWR) verlengde in 1879 haar lijn tussen Baker Street en Swiss Cottage in westelijke richting. Aanvankelijk zou deze lijn naar Hampstead lopen maar het werd Willesden Green in het noordwesten. In 1880 werd Harrow-on-the-Hill bereikt en in 1882 werd de M&SJWR geïntegreerd in moederbedrijf Metropolitan Railway. Daarna werd de lijn steeds verder doorgetrokken naar het westen met meerdere vertakkingen, met als verste bestemming Verney Junction op ongeveer 70 km van het centrum. 
Om de reistijden van en naar de bestemmingen ten westen van Harrow-on-the-Hill binnen de perken te houden werd tussen 1910 en 1914 de lijn tussen Harrow-on-the-Hill en Finchley Road viersporig gemaakt. Hierdoor konden sneldiensten ingevoerd worden die de stations tussen Harrow-on-the-Hill en Finchley Road oversloegen. De sporen van de sneldienst moesten ten zuiden van Finchley Road ook door de dubbelsporige tunnel zodat het station moest worden aangepast. De wijziging van de metrodienst was aanleiding om het station te herbouwen waarbij op de hoek van Finchley Road en Canfield Gardens een hoekpand met winkels werd gebouwd met de ingang van het metrostation op de hoek tussen de winkels.    
Tegen het midden van de jaren dertig van de twintigste eeuw had de Metropolitan Line last van opstoppingen op de lijnen van en naar het noordwesten van Londen. De groei van het verkeer langs de nieuwe woonwijken kon niet meer worden opgevangen door de twee sporen ten zuiden van Finchley Road. Om de flessehals op te lossen werd besloten om een aftakking van de Bakerloo Line tussen Baker Street en Finchley Road te bouwen. De bouw begon in april 1936 in het kader van het New Works Programm en Finchley Road werd weer verbouwd om de scheiding van de stop- en sneldiensten mogelijk te maken. Op 20 november 1939 werden de binnenste sporen van het bovengrondse traject, de Stanmore-tak, gekoppeld aan de nieuwe tunnel en werden de diensten naar Stanmore overgenomen door de Bakerloo Line via de nieuwe tunnels ten noorden van Baker Street. De diensten van de Bakerloo-lijn werden op 1 mei 1979 overgenomen door Jubilee Line. 
Onderzoek van de aarde die tijdens de tunnelbouw bij het station naar boven kwam liet zien dat de locatie de zuidelijke grens was van een gletsjer die Groot-Brittannië bedekte in een van de ijstijden. Dit onderzoek werd belicht in aflevering 3 (Ice Age) van de BBC-serie British Isles: A Natural History. 

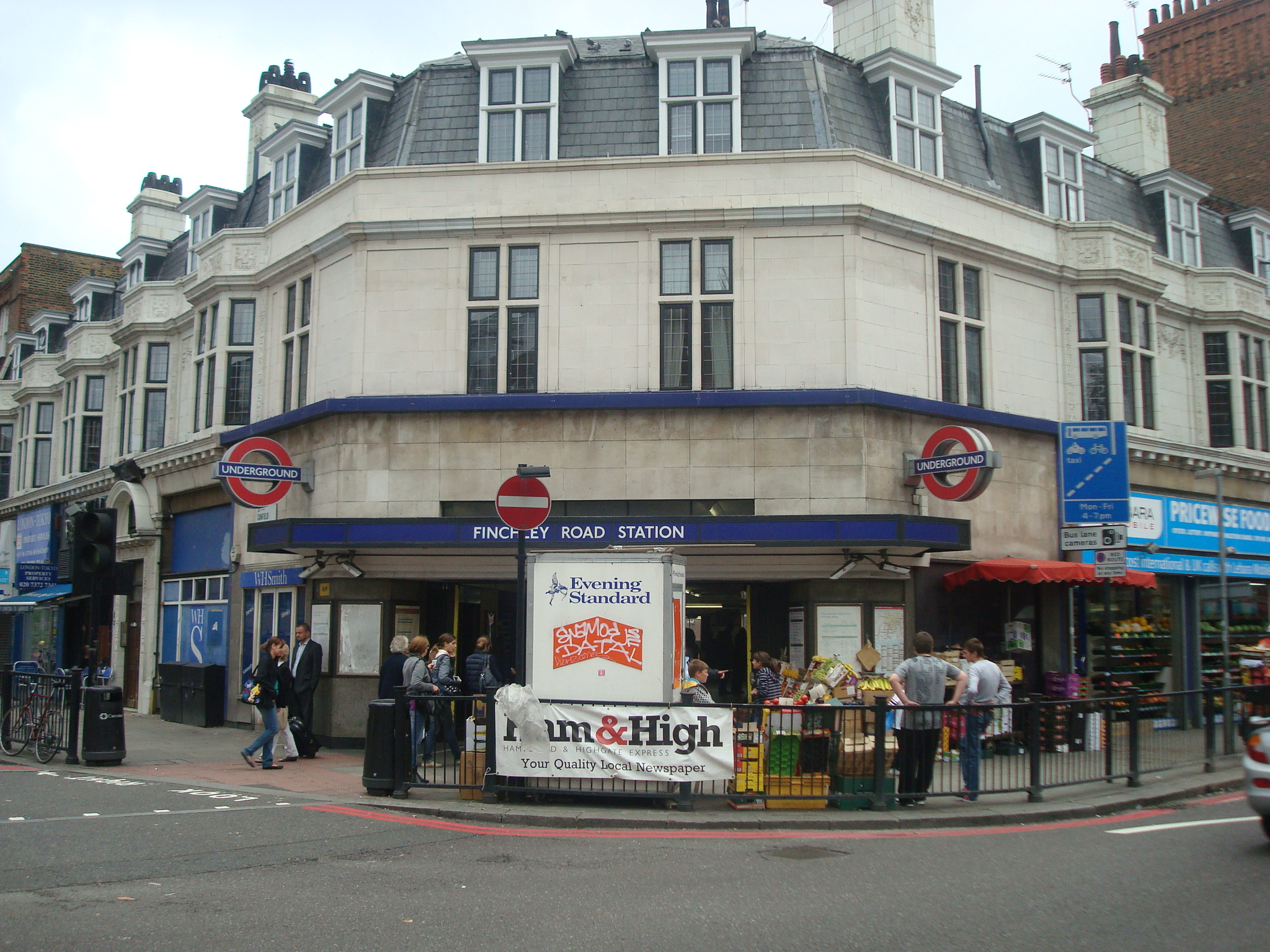
Het stationsgebouw uit 1914
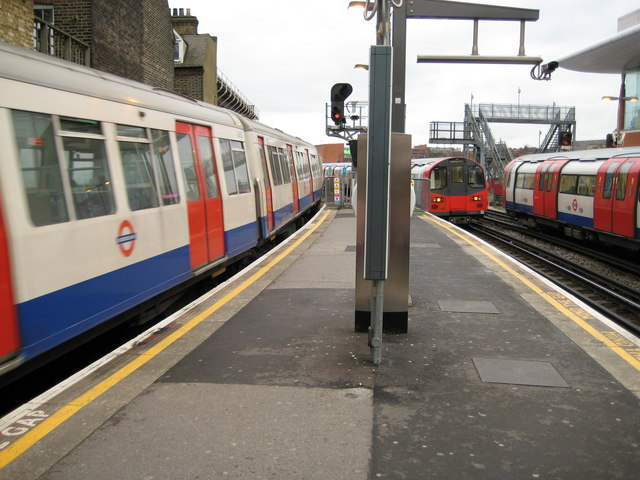
Rollend materieel van de Metropolitan Line (l) en Jubilee Line (r)
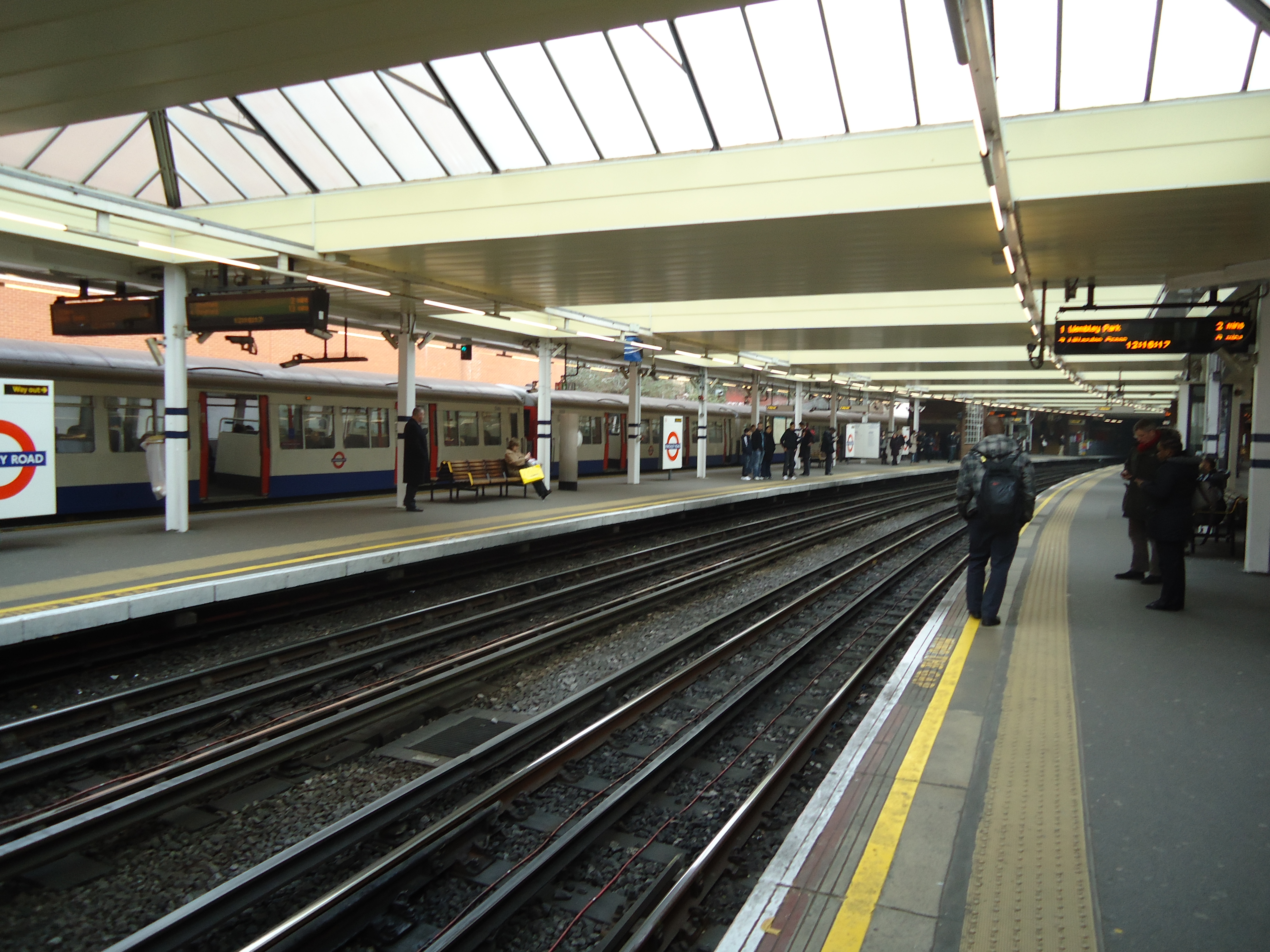
De overkapping boven de sporen van de Jubilee Line

## Inrichting en omgeving
De stationshal ligt achter de winkels boven de tunnelmonden van de tunnels uit het zuiden. De stationshal is via een gang tussen de winkels verbonden met de straat en met vaste trappen met de perrons. De overdekte perrons liggen in een boog en bieden de reizigers in dezelfde richting een overstap op hetzelfde perron tussen de Metropolitan Line en de Jubilee Line. De middelste sporen, van de Jubilee Line, hebben een overkapping van metaal met daklichten. Het station ligt 100 meter ten zuiden van winkelcentrum O2. Het verzorgingsgebied is Frognal en South Hampstead. Op vijf minuten lopen naar het noorden ligt station Finchley Road & Frognal van de London Overground aan de North London Line. Voor overstappers is het een station zodat ze, ondanks dat ze op beide stations door de poortjes moeten, niet opnieuw het instaptarief hoeven te betalen.

## Reizigersdienst
- De Jubilee Line verzorgt de diensten tussen Stanmore en Stratford met 24 ritten per uur in elke richting.
- De Metropolitan Line verzorgt 16 ritten per uur in elke richting. De normale dienst rijdt zonder stoppen tussen Finchley Road en Wembley Park, ten westen van Wembley Park is er sprake van een stopdienst. In de spitsuren zijn er ten westen van Wembley Park ook sneldiensten die pas ten westen van Moor Park als stopdienst gereden worden naar de woongebieden aan de rand van de stad en semi-sneldiensten naar Uxbridge.

Stanmore ·
Canons Park ·
Queensbury ·
Kingsbury ·
Wembley Park ·
Neasden ·
Dollis Hill ·
Willesden Green ·
Kilburn ·
West Hampstead ·
Finchley Road ·
Swiss Cottage ·
St. John's Wood ·
Baker Street ·
Bond Street ·
Green Park ·
Westminster ·
Waterloo ·
Southwark ·
London Bridge ·
Bermondsey ·
Canada Water ·
Canary Wharf ·
North Greenwich ·
Canning Town ·
West Ham ·
Stratford